# レヴィンタールのパラドックス
レヴィンタールのパラドックス（英: Levinthal's paradox）は思考実験であり、タンパク質折りたたみ理論の自己言及を構成するものである。1969年、サイラス・レヴィンタールは、折りたたまれていないポリペプチド鎖は非常に多くの自由度を持つため、その分子には天文学的な数のコンフォメーション（立体配座）が存在することを指摘した。彼の論文の中には、10300という推定値がある（しばしば1968年の論文と間違って引用される）。たとえば、100残基のポリペプチドの場合、99個のペプチド結合があるので、198個の異なるφおよびψ結合角を持つことになる。これらの結合角がそれぞれ3つの安定したコンフォメーションのうちの1つである場合、タンパク質は最大で3198の異なるコンフォメーションにミスフォールド（誤った折りたたみ）する可能性がある（起こりうる折りたたみの冗長性を含む）。したがって、もしタンパク質が可能なすべてのコンフォメーションを順次サンプリングして正しく折りたたまれた状態を達成する場合、正しい天然のコンフォメーションに到達するには宇宙の年齢よりも長い時間が必要になる。これは、ナノ秒やピコ秒といった速い速度でコンフォメーションをサンプリングした場合でも同様である。その「パラドックス」とは、ほとんどの小さなタンパク質は、ミリ秒あるいはマイクロ秒の時間スケールで自発的に折りたたまれるということである。このパラドックスの解決策は、タンパク質の構造を予測する計算機的アプローチによって確立されている。
レヴィンタール自身は、タンパク質が自発的に、しかも短い時間軸で折りたたまれることに気づいていた。彼は、もしも『タンパク質の折りたたみが加速し、局所的な相互作用が迅速に形成されることによって折りたたみが誘導され、それがペプチドのさらなる折りたたみを決定する。これは、安定した相互作用を形成し、折りたたみプロセスの核形成点として機能する局所的なアミノ酸配列を示唆している。』のであれば、このパラドックスが解決することを示唆した。実際、タンパク質の折りたたみ中間体や部分的に折りたたまれた遷移状態が実験的に検出されており、タンパク質折りたたみが速いことを説明している。またこれは、漏斗状のエネルギー地形で導かれたタンパク質折りたたみとも言える。タンパク質構造予測のための計算アプローチの中には、タンパク質折りたたみの機構を明らかにしてシミュレートしようとするものがある。
レヴィンタールはまた、最低エネルギーに動力学的に到達できない場合は、天然の構造のエネルギーが高くなる可能性があることを示唆した。たとえるなら、丘の斜面を転がり落ちた石がふもとに到達せずに峡谷のロッジにとどまるようなものである。

## 提案された説明
- エドワード・トリフォノフ（英語版）とイゴール・ベレゾフスキーによると、タンパク質は25〜30アミノ酸の大きさのサブユニット（モジュール）によって折りたたまれる[10]。

## 参照項目
- シャペロン - 他のタンパク質の折りたたみや展開を助けるタンパク質
- フォールディングファンネル（英語版）
- アンフィンセンのドグマ
- タンパク質構造予測
- AlphaFold